# Cepheus caucasicus
Cepheus caucasicus är en kvalsterart som beskrevs av Sitnikova 1975. Cepheus caucasicus ingår i släktet Cepheus och familjen Cepheidae. Inga underarter finns listade i Catalogue of Life.